# Timor Cmanec
Timor Cmanec ist eine osttimoresische Aldeia im Sucos Bairro Pite (Verwaltungsamt Dom Aleixo, Gemeinde Dili). 2015 lebten in Timor Cmanec 461 Menschen.

## Lage  und Einrichtungen
Timor Cmanec liegt im Süden des Sucos Bairro Pite. Im Osten reicht Timor Cmanec bis an den Fluss Maloa. Nordöstlich von Timor Cmanec befindet sich die Aldeia Ruin Naclecar und nördlich die Aldeias Buca Fini und Niken. Im Osten grenzt Timor Cmanec an den Suco Vila Verde, im Süden an den Suco Dare und im Westen an den Suco Manleuana.
In Timor Cmanec befinden sich Escola Primaria Central Ailok und der Sender Radio Timor Kmanek (RTK).